# Кшишково
Кшишково (пол. Krzyszkowo) — село в Польщі, у гміні Рокетниця Познанського повіту Великопольського воєводства.
Населення — 816 осіб (2011).
У 1975-1998 роках село належало до Познанського воєводства.

## Демографія
Демографічна структура станом на 31 березня 2011 року:
|          | Загалом | Допрацездатний вік | Працездатний вік | Постпрацездатний вік |
| -------- | ------- | ------------------ | ---------------- | -------------------- |
| Чоловіки | 408     | 119                | 262              | 27                   |
| Жінки    | 408     | 104                | 242              | 62                   |
| Разом    | 816     | 223                | 504              | 89                   |